# Cándida Beltrán Rendón
Cándida Beltrán Rendón (Mérida, Yucatán, México, 2 de febrero de 1898-1984) fue una directora, actriz, productora y compositora mexicana. Fue la quinta mujer en dirigir una película en México, e inauguró el modelo de producción independiente. Realizó una sola película, El Secreto de la Abuela, en 1928. 

## Trayectoria profesional
Nació en Mérida, Yucatán. A los 16 años escribió el cuento El secreto de la abuela, historia que sería la base de su ópera prima. Tras la muerte de sus papás, de niña quedó a cargo de sus 8 hermanos, y emigró a Ciudad de México a trabajar como agente de Ayuntamiento y vendedora de zapatos. A diferencia de otras cineastas y realizadoras de la época, no tenía experiencia en teatro o cine. Conoció a Jorge Stahl, cinematógrafo, y a miembros de la compañía de teatro de Gregorio Martínez Sierra, quien le aconsejó perfeccionar su historia. 
En 1928, Beltrán Rendón produjo, protagonizó y dirigió el largometraje El Secreto de la Abuela con sus propios recursos. La película fue realizada afuera del edificio de la Secretaría de Relaciones Exteriores, y estrenada el mismo año. Fue su única película debido a las dificultades que enfrentó durante la producción y la incapacidad de recuperar la inversión, por lo que se dedicó a componer canciones.

## Legado y homenajes
En 2011, la cineasta Kenya Márquez realizó un documental titulado El Secreto de Candita para hacer un homenaje a la vida de Beltrán Rendón, usando documentos de archivo y entrevistas. El documental, producido por Puerco Rosa Producciones y la Universidad de Guadalajara, tuvo su estreno en el XXVI Festival Internacional de Cine de Guadalajara (FICG26), además de estar en la sexta edición del Festival Internacional de Cine Silente México, en 2021.
El 30 de marzo de 2023, los Estudios Churubusco develaron 8 placas con los nombres de las pioneras de la industria del cine mexicano, las cuales están en la entrada de los foros de grabación. Las homenajeadas fueron Beltrán, Mimí Derba, Matilde Landeta, Gloria Schoemann, Elena Sánchez, Carmen Toscano, Adela Sequeyro, Adriana y Dolores Ehlers.